# Som sol om våren stiger
Som sol om våren stiger är en vår- och pingstpsalm av Natanael Beskow från 1919.
Melodin (F-dur, 2/2) räknas som en svensk så kallad folkmelodi (det vill säga okänd kompositör) och är samma som till Den blomstertid nu kommer, Som spridda sädeskornen och Den blida vår är inne.
Natanael Beskows text blir fri för publicering år 2023.

## Publicerad i
- 1937 års psalmbok som nr 139 under rubriken "Pingst".
- Frälsningsarméns sångbok 1968 som nr 634 under rubriken "Högtider - Pingst".
- 1986 års ekumeniska psalmbok som nr 162 under rubriken "Pingst".